# Бурмистров, Михаил Фёдорович
Михаил Фёдорович Бурмистров (1901 — 1939) — советский лётчик бомбардировочной авиации, участник Гражданской войны в России и боёв на Халхин-Голе, Герой Советского Союза (1939, посмертно), майор Красной Армии.

## Биография
Родился 11 сентября 1901 года в селе Пушкино (ныне — город в Московской области) в рабочей семье. С 1909 года вместе с родителями проживал в Западной Сибири, работал молотобойцем в кузнице села Лебяжье (ныне Алтайского края). В 1919 году вступил в партизанский отряд, принимал участие в боях с войсками адмирала А. В. Колчака. 
В январе 1920 года вступил в Красную Армию. Участвовал в боях с формированиями Андрея Бакича и Александра Кайгородова. В 1922—1924 годах принимал участие в боях с басмаческими формированиями в Ферганской долине и Восточной Бухаре. Дважды был ранен.
В 1924—1926 годах обучался в Киевской объединённой военной школе. В 1926 году вступил в ВКП(б). В 1926—1928 годах проходил службу в 39-м кавалерийском полку 7-й кавалерийской дивизии.
В 1928—1929 годах был стажёром 18-й авиаэскадрильи. В 1930 году окончил 3-ю военную школу лётчиков и летнабов в Оренбурге, после чего проходил службу летнабом в 5-й отдельной авиаэскадрилье. В 1932 году окончил Высшую школу спецслужбы ВВС РККА, в 1933 году — Вторую военную школу лётчиков в Борисоглебске. В 1933—1938 годах командовал отрядом, затем был помощником командира 150-го бомбардировочного авиаполка. 15 ноября 1938 года был назначен командиром этого полка.
С 11 мая 1939 года принимал участие в боях на Халхин-Голе. В ходе боёв 22 раза водил самолёты своего полка на боевые задания. 25 августа 1939 года майор Бурмистров во главе двух эскадрилий своего полка совершил налёт на железнодорожную станцию Халун-Аршан в Маньчжурии, где разгружались японские военные эшелоны. В результате бомбардировки на станции возникли пожары, зафиксированы сильные взрывы. На обратном пути группа Бурмистрова была атакована японскими истребителями, его машина была подбита, загорелась и упала. Весь экипаж погиб.
Указом Президиума Верховного Совета СССР от 17 ноября 1939 года за «бесстрашие в воздушных схватках и умелое командование полком по уничтожению живой силы, техники и укреплений противника» майор Михаил Бурмистров посмертно был удостоен звания Героя Советского Союза. 
Также был награждён орденами Ленина (17.11.1939) и Красного Знамени (29.08.1939), медалью «XX лет Рабоче-Крестьянской Красной Армии» (22.02.1938).

## Отзывы сослуживцев
Бурмистров был отличным летчиком, опытным командиром, внимательным к подчиненным, твердым, строгим, добрым, но не добреньким, пользовался уважением всего личного состава полка.— Ганин Н. И. Необъявленная война. // В сб.: Халхин-Гол: взгляд на события из XXI века. Сборник статей. — М.: Институт востоковедения РАН, 2013. — 156 с. ISBN 978-5-89282-511-5. — С.11.